# Ламберт Ардрский
Ламберт Ардрский, или Ламбе́р д’Ардр, он же Ламберт ван Аарде (фр. Lambért d'Ardrés, нидерл. Lambert van Aarde, лат. Lambertus Ardensis, или Lambertus Presbyter; около 1160 — 1203 или 1227) — французский священник и хронист, летописец графства Гин, автор «Истории графов Гинских» (лат. Historia comitum Ghisnensium).

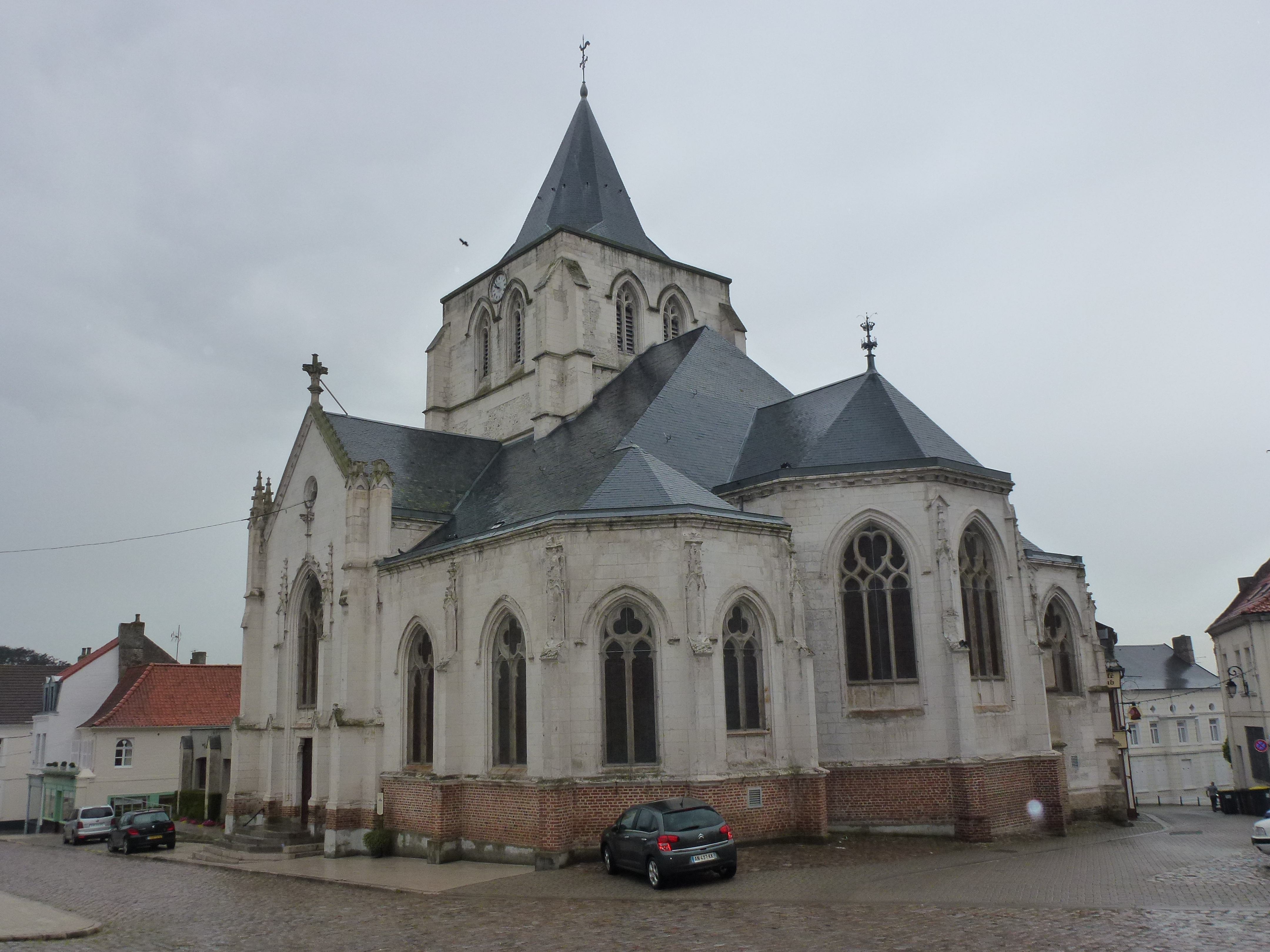
Церковь Нотр-Дам де Грас в Ардре

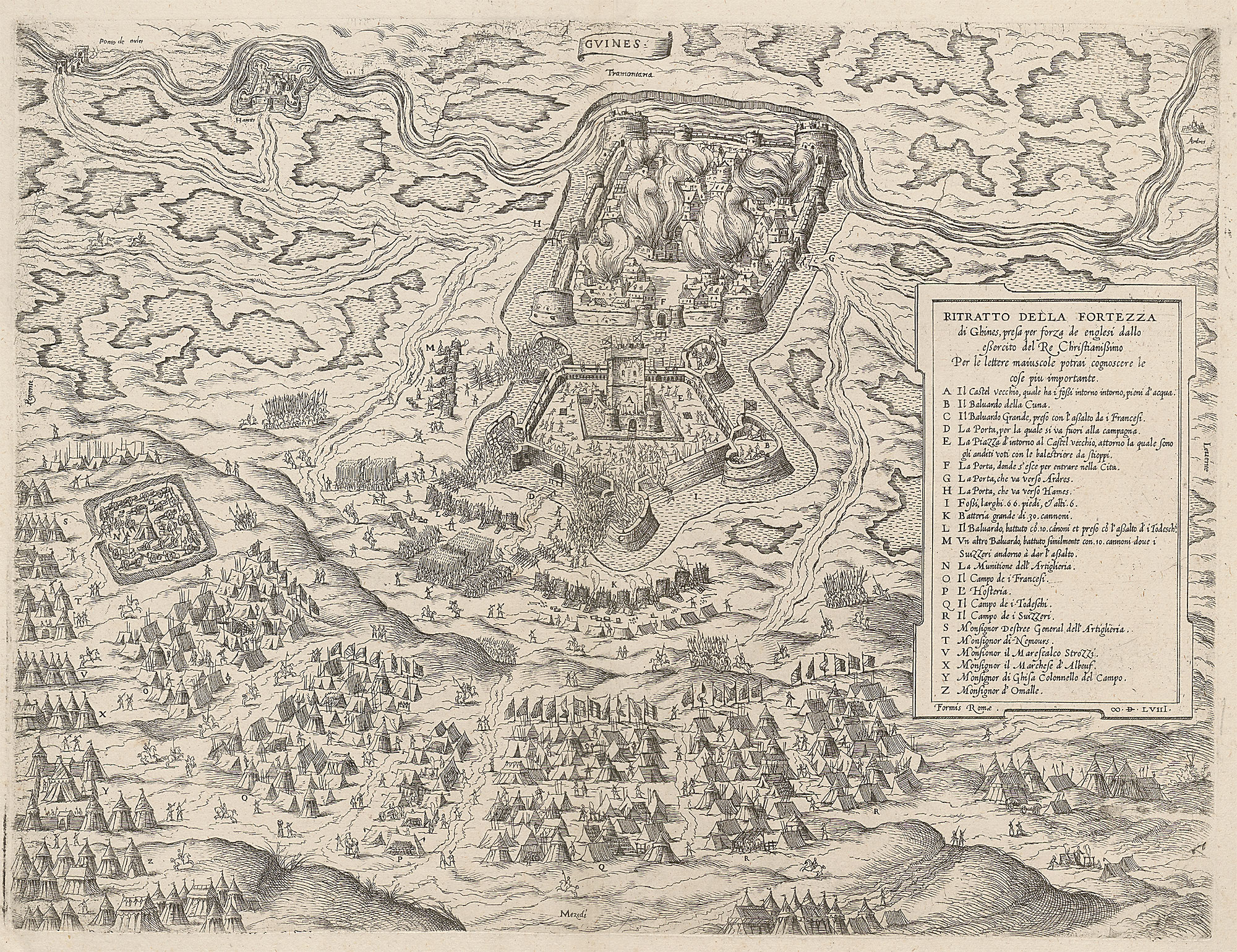
Анонимный план укреплений г. Гин (1554)

## Биография
Происхождение точно не установлено, вероятно, происходил из окружения графов де Гин, в XII столетии являвшихся вассалами графов Фландрии, а с 1212 года — французских королей и графов Артуа. Возможно, являлся дальним родственником графов. По мнению историка Мишеля Прево, был правнуком Арнуля I Гинского (ум. 1169), потомком его бастарда.
Возможно, в юности обучался в Сен-Бертенском аббатстве бенедиктинцев в Сент-Омере, известного своим скрипторием и давней традицией монастырского летописания, заложенной в IX веке Св. Пруденцием из Труа. Анализ его хроники показывает немалую эрудицию и неплохое знание латыни.
В 1177 году завоевал благосклонность Бодуэна II Гинского, составив красочную эпитафию в шести латинских стихах на смерть супруги графа Кристины де Марк (1145—1177), дочери Арно III д’Ардра. Около 1190 года стал каноником графа. С 1194 года служил приходским священником в деревне Ардр, располагавшейся между Кале и Сент-Омером (совр. департамент Па-де-Кале). До получения в конце 1190-х гг. монашеского сана являлся светским человеком, имел жену и двух сыновей, Бодуэна и Гийома, тоже выбравших духовную стезю, а также дочь, вышедшую замуж за Рауля д’Ардра, сына Роберта, побочного отпрыска графа Арнуля II де Гин (1205—1220).
В 1198 или 1199 году участвовал в организации в Ардре свадьбы Арнуля и Беатрис III де Бурбур, госпожи Туркуэн, отказавшись встретить чету колокольным звоном, за что навлёк на себя гнев графа Бодуэна II. После смерти последнего в 1205 году и прихода к власти Арнуля отошёл от дел и удалился в свой приход, где занялся историческими трудами, временами отлучаясь для сбора необходимых для них материалов в Гин, Сент-Омер, Турнем и др. города и замки.
Умер между 1203 и 1227 годами, вероятно, в Ардре, где и был похоронен.

## Хроника
С 1196 года по поручению юного графа Арнуля II составлял на латыни «Хронику графов де Гин и сеньоров д’Ардр» (лат. Chronique de Guines et d'Ardré), или «Историю графов Гинских» (лат. Historia comitum Ghisnensium), в первой своей редакции законченную к 1198 году, а позже продолженную им до 1203 года. Она состоит из трёх частей: первая содержит историю графов Гинских, начиная с прибытия в 928 году во Фландрию их легендарного предка Зигфрида Датского (лат. Sigefridus, ум. 965) до Бодуэна II (1169—1205), вторая прослеживает историю сеньоров д’Ардр, и третья излагает события со времени объединения обеих владений. Несколько дополнительных глав посвящены деятельности Арнуля II де Гин, современника Ламбера, глава 81-я содержит описание библиотеки графа Бодуэна II, к старости ставшего большим любителем книжных раритетов.
Первоначально задуманная в виде панегирика правящей династии, хроника выдаёт заметный литературный талант и глубокую образованность автора, помимо «Всемирной хроники» Сигеберта из Жамблу (около 1111 г.), «Liber Floridus» Ламберта из Сент-Омера (около 1120 г.) и «Хроники Сен-Бертенского монастыря» (лат. Chronica Monasterii Sancti Bertini), знакомого с произведениями Гомера, Пиндара, Горация, Овидия, Вергилия, Лукана, Стация, Геродиана, Дарета Фригийского, а также жестами и песнями труверов о крестовых походах. Помимо вышеупомянутой библиотеки графов Гинских, любознательный Ламберт мог пользоваться картулярием и книжным собранием Сен-Бертенского монастыря в Сент-Омере. Несмотря на определённую педантичность стиля, его хроника полна цитат из классиков, записей местных легенд, метафорических оборотов, гипербол, характерных, впрочем, для современного ему историописания.
Красочно излагая события далёкого прошлого, превосходно знакомый как с феодальной генеалогией, так и местным фольклором, Ламберт не особенно заботится о достоверности, поставив своей целью не столько донести до потомков подлинную историю графства Гин, сколько обосновать в их глазах незыблемость наследственных прав своих сюзеренов. В начальных главах своего сочинения он обстоятельно излагает не столько историческую, сколько мифическую родословную графов Гин и их вассалов, семьи которых объединил брак Бодуэна II с Кристиной де Марк (1159), а земли — смерть последнего представителя рода д’Ардр (1176).
Для историков-медиевистов наибольшую ценность представляют заключительные разделы хроники, относящиеся ко второй половине XII — начале XIII века, в которых подробно освещаются события в отдельном графском владении, в эпоху раздробленности ставшем полунезависимым феодальным государством, занимавшим выгодное стратегическое положение между морскими портами — важными центрами англо-французских сношений.
Трудно переоценить значение историко-географических сведений, приводимых дотошным Ламбертом. Критически оценивая плодородность сельскохозяйственных угодий, особенно пастбищ, небольшого Гинского графства, владевшего в его времена двумя городами, имевшего в длину не более 40, в ширину от 7 до 25, а вдоль побережья всего 8 км, земли которого, зажатые с двух сторон владениями Булонских графов, клином врезывались к морю у Па-де-Кале, он подробно разъясняет стратегическую важность пролегающих через него торговых путей, ведущих к морским портам Булони, Кале и Виссану. С таким же вниманием и знанием местных преданий описывается ещё меньшее по своим размерам Ардрское владение, сеньоры которого владели в его времена всего двумя замками, лишь при одном из которых образовался город. При этом хронист не забывает подчеркнуть, что представители обеих династий издавна считали себя принадлежащими столь же «к короне королевства Франции, как и к диадеме короля Англии».
Рассказывая о многолетних трудах как графов, так и их вассалов, по осушению болот и добыче торфа, строительстве шлюзов и плотин, устройстве прудов и рыбных садков, сооружении мельниц и овечьих загонов, организации рынков, он не забывает изложить легенду об основателе Ардрской династии Герреде, который не гнушался пахать лично, а кафтан свой из бережливости выворачивал наизнанку, за получил прозвище Crangroc. Описывая основание в 1060-х годах Арнулем I замка в Ардре, сооружённого на насыпном холме с нижним двором, он упоминает о том, что тот не только насильно переселял крестьян, но и учредил там собственное пэрство из рыцарей, взяв за образец двенадцать пэров из «Песни о Роланде».
Подробно останавливаясь на строительной деятельности своих сеньоров, впечатлительный Ламберт красочно описывает отстроенные в замке Арнуля II д’Ардра (1094—1139) мастером Лодовиком из Бробурга трёхэтажные деревянные палаты, а также возведённый в 1169 году Бодуэном II возле Гинской башни ещё более высокий круглый каменный дом со свинцовой крышей, которые множеством своих залов, комнат, светлиц, клетей, погребов, коридоров и лестниц напомнили ему лабиринт античного Дедала. Заметно более схематично описывая военную архитектуру, он подробно излагает в главе 57 историю спешной постройки на чужой земле временной деревянной крепости, выдержавшей осаду графского войска, а также не забывает отметить следующую подробность сооружения Бодуэном замка в Турнеме: «В нём, точнее, под ним, в самых недрах земли, он вырыл темницу для устрашения, вернее, для мучения несчастных преступников. Там жалкие смертные, обречённые на муки, ожидая дня грозного суда, во мраке, с червями, в нечистоте и грязи, ели хлеб скорби и влачили ненавистную жизнь».
Именно вокруг феодальных укреплений разворачиваются почти все описанные Ламбертом военные эпизоды, которые, хотя и не находятся в центре его внимания, описываются им с тем же живым интересом. В основе подобных конфликтов, носящих, по меткому выражению Г. П. Федотова, характер «соседской войны», лежат преимущественно распри с графами Булони, споры местных сеньоров из-за аллодов, случаи нарушений правил размежевания, угонов людей и скота, носящие, чаще всего мелкий, «деревенский» размах, но «принимающие под пером автора героические формы». Исключение представляет изложение хронистом в главах 52-61 обстоятельств эпической для него междоусобной войны между наследниками пресёкшейся первой династии графов в 1137—1141 годах, для которого он прибегает к гекзаметру. Отдельные красочные зарисовки Ламберта своей живостью и детальностью напоминают газетный репортаж, выдавая его склонность к морализаторству, выражающуюся, в частности, в замечаниях вроде того, что местные феодалы нередко вели войны, «не трогаясь мольбой и горем невинных бедняков».
Изобилующая бытовыми подробностями, «Хроника графов Гинских» представляет собой богатейший источник по истории современной ему феодальной культуры, включая детальные описания как повседневной жизни графского двора, так и рыцарских обычаев, например, акколады, а также торжественных празднеств, пиров, турниров и пр. увеселений. Не скрывая своего отвращения к «проклятым игрищам», «торжищам мерзости» и «воинственным обольщениям» знати, напрасно отягощавшим народ новыми налогами, Ламберт не удерживается, однако, от традиционных похвал в адрес своих сюзеренов и их славных предков, которые, по его словам, буквально странствовали по турнирам во Франции и Фландрии. Всецело оставаясь в рамках представлений своей куртуазной эпохи, хронист наивно описывает даже мифические посвящения в рыцари предков графов де Гин и сеньоров д’Ардр, живших в X столетии. Записанная им легенда о гибели в 1036 году на ристалище в Париже графа Рауля I, «проклятого Богом и людьми», настоящего «турнирного тирана», якобы разорившего край своими расходами на воинские состязания и заслужившего в памяти недовольного народа, которому он с целью пресечь бунты запретил носить любое оружие, кроме палок, прозвище «Дубиночника» (нидерл. Le Colvékerliens), не вызывает доверия, так как в реальности первые турниры начались во Фландрии только в 20-е годы XII века.
Рассказывая о рыцарских подвигах своего современника графа Арнуля II, Ламберт, в частности, сообщает, что слава о них дошла до знатной вдовы графини Иды Булонской, которая «по женскому легкомыслию, подлинному либо притворному и деланному, выказала любовь к оному мессиру… Он, как мог, старался быть с ней любезным; они обменивались условными знаками и тайными посланиями, дабы сообщать друг другу о взаимной любви. Так мессир Арнуль полюбил её в ответ, во всяком случае сделал вид, что влюблён, из мужской хитрости и рассудительности». Но вскоре оказалось, что графиня-интриганка намеренно поощряла влюблённых в неё соперников: Арнуля, которого поддерживал граф Филипп Фландрский, и Рено де Даммартена, которого поддерживал король Филипп Август. Будучи похищенной последним, Ида послала неопытному Арнулю любовное письмо, заманив его в ловушку. Когда он попытался освободить её, то попал в плен и оказался в заключении в Вердене, откуда освобождён был лишь под поручительство архиепископа Реймского Гийома Белые Руки (1190). В результате разгорелась война графов Гинских с Рено де Даммартеном, которому в 1204 году удалось пленить уже отца Арнуля — графа Бодуэна II.
В противоположность своему пристальному вниманию к деталям, Ламберт проявляет не только провинциальный патриотизм, но и заметную узость историко-политического кругозора. События за пределами его родины интересуют его лишь постольку, поскольку касаются истории правящей династии. Верный вассал, он не забывает при каждом удобном случае возвеличивать деяния своих знатных патронов и их предков. Так, излагая события Первого крестового похода, он сетует, что недобросовестный автор «Песни об Антиохии», поссорившись с героем штурма этого города в 1098 году Арнулем II д’Ардром, намеренно умолчал о его подвигах, а прочие летописцы даже не удосужились о них упомянуть. И, не имея возможности что-либо сказать о делах Арнуля в Святой земле от себя, бесстрастно сообщает, как тот одержал победу на турнире в пограничных землях Турнези, где в реальности в конце XI столетия о рыцарских ристалищах ещё не слыхали.
Не всегда объективный в своих оценках и не везде строгий к фактам и хронологии, Ламберт сумел создать одно из наиболее красочных и подробных во французской средневековой историографии описаний современных ему рыцарских обычаев, куртуазной культуры и феодального быта, что делает его сочинение незаменимым источником не только для специалиста по исторической географии, военной истории Средневековья или культорологии, но и для исследователя в области генеалогии и гендерной истории.

## Рукописи и издания
Оригинал «Хроники графов де Гин и сеньоров д’Ардр» не сохранился, известны лишь 14 поздних рукописей, старейшей из них признаётся датируемая XV веком MS BAV, regin. lat. 696 из Ватиканской апостольской библиотеки, остальные хранятся в муниципальных библиотеках городов Фландрии, в частности, Амьена, Брюгге, Булонь-сюр-Мер и Сент-Омера, а также Национальной библиотеке Франции (Париж), Королевской библиотеке Бельгии (Брюссель), и Библиотеке герцога Августа в Вольфенбюттеле.  
Впервые она напечатана была в 1631 году в Париже под редакцией королевского историографа и географа Андре Дюшена, а в 1727 году переиздана во Франкфурте и в Лейпциге прусским историком и юристом, проректором университета Галле Иоганном Петером фон Людвигом.
Комментированное научное издание выпущено было в 1855 году в Париже под заглавием «Хроника графов де Гин» (фр. Chronique de Guines et d'Ardré) французским историком Дени-Шарлем Годфруа де Менильглезом. В 1879 году хроника опубликована была в Ганновере немецким историком Иоганном Геллером в 24 томе Monumenta Germaniae Historica.
Новейший английский перевод, выполненный американским историком-медиевистом Лией Шопков, ныне профессором кафедры истории Индианского университета в Блумингтоне, выпущен был в 2001 году издательством университета Пенсильвании (Филадельфия).
Обстоятельной хронике Ламберта Ардрского посвящены отдельные главы трудов известных французских историков-медиевистов Жоржа Дюби «Рыцарь, дама и священник. Брак в феодальной Франции» (фр. Le Chevalier, la Femme et le Prêtre: le mariage dans la France féodale, 1981) и Доминика Бартелеми «Рыцарство. От древней Германии до Франции XII века» (фр. La Chevalerie: de la Germanie antique à la France du xiie siècle, 2007).

## Цитаты
«Над копанием этого рва трудилось немало рабочих, страдающих не столько от дневного труда и жары, сколько от тяжёлого голодного времени: однако работники, балагуря друг с другом и облегчая труд шутливыми словами, заглушали свой голод. Поглядеть на этот ров сходились многие… Бедняки, незанятые работой, смотря на чужой труд, в этом развлечении забывали о своей нужде. Богатые же рыцари и горожане, нередко даже священники и монахи, не раз, а по нескольку раз в день, сходились полюбоваться на столь дивное зрелище… Да и кто, кроме лентяя и полумёртвого от старости и забот, не восхитился бы, смотря, как учёный в геометрии Симон, мастер земляных работ, выступает со своей линейкой с видом магистра, откладывает составленный в уме чертёж то здесь, то там, уже не по линейке, а на глаз, сносит дома и риги, рубит цветущие деревья и плодовые сады, перекапывает огороды с овощами и льном, уничтожает и топчет посевы для проведения дорог? Хотя кое-кто и негодовал при этом и, вздыхая, проклинал его про себя…»

«Созвал Балдуин сыновей своих, знакомых и друзей ко двору своему в Гин в день Троицы и дал ему рыцарский удар, на который не бывает ответа, и посвятил его рыцарскими обрядами в мужа совершенного, в год от воплощения 1181-й. С ним и Эсташа Ле Сальпервик и Симона де Ньелль, Валона де Прер почтил он воинским оружием, дарами и посвящением, и торжественный день они провели за изысканными яствами, как могли, предызображая своим веселием день вечной радости. Арнольд, едва надев воинские доспехи, вышел вперёд и одарил всех, призывающих и превозносящих имя его, менестрелей, мимов, бродяг, слуг, шутов и жонглёров… Раздавая всё своё и взятое у своих и чужих, он едва оставил себя самого. На следующий день его встречали в Ардрской церкви с колокольным звоном монахи и клирики при пении славословий и радостных криках народа.»

«Но так как я ещё не знал достоверно от авторитетного лица об отпущении его, то колебался своевольно звонить, повинуясь его приказанию, — колебался более, чем ему было по вкусу, однако всего около двух часов, после чего явился к нему лично, чтобы во всём поступить согласно его воле. У ворот достопочтенного и богатого мужа, Матье из Зюдкерка, пред лицом его сыновей, Арнольда и других, множества рыцарей и народа, граф закричал и загремел на меня, как бунтовщика, не желающего повиноваться его воле. Поражённый громом его слов, расточавших брань, угрозы и оскорбления, и молнией его очей, сверкающих, подобно угольям, на невинного, я свалился с коня к ногам его в беспамятстве. Сын его Арнольд и братья его — все, видевшие и слышавшие это, вздыхали и жалели меня. Рыцари же, укоряя графа, меня, оскорблённого, мужа скорбей и бездыханного, едва переводящего дух, подняли, как умели, и посадили на коня и дорогой всё уговаривали графа, пока, наконец, у Одрюика, граф не взглянул на меня успокоенным взором. Но после никогда уже, как прежде, он не показывал мне, кроме как в деловых разговорах, своего весёлого и шутливого лица; да и во взгляде его не было полного примирения. Это главная причина, хотя и не первая, почему мы для возвращения его любви и благосклонности, задумали потрудиться над настоящим произведением.»

## Публикации и переводы
- Histoire genealogique des maisons de Guines, d’Ardrés, de Gand, et de Coucy, et de quelques autres familles illustres, qui y ont esté alliées. Le tout justifié par chartes de diverses eglises, tiltres, histoires anciennes, et autres bonnes preuves, éditée par André du Chesne. — Paris: Sebastién Cramoisy, 1631. — pp. 3–106.
- Lamberti Ardensis Historia comitum Ardensium et Guisnensium // Reliquiae manuscriptorum omnis aevi diplomatum ac monumentorum, ineditorum adhuc […], ed. Io. Petrus de Ludewig, Halae Salicae, Impensis Orphanotrophei. — Tomo 8. — Francofurti et Lipsiae, 1727. — pp. 369–613.
- Chronique de Guines et d’Ardres par Lambért, curé d’Ardres. Editée par Godefroy de Ménilglaise. — Paris: Jules Renouard, 1855. — xxxv, 543 p.
- Lamberti Ardensis Historia comitum Ghisnensium, hrsg. von Johannes Heller // Monumenta Germaniae Historica (scriptores). — Tomus 24. — Hannover, 1879. — S. 550–642.
- La Сhronique de Lambert d’Arles, édition critique, diplôme d’archiviste paléographe, par Marie-Françoise Bourdat. — Paris, 1970.
- Lambert of Ardres. The History of the Counts of Guines and Lords of Ardres, translated with an introduction by Leah Shopkow. — Philadelphia: University of Pennsylvania Press, 2001. — x, 279 p. — ISBN 978-0-8122-1996-8. — (The Middle Ages series).